# Antennas to Hell
Antennas to Hell è la prima raccolta del gruppo musicale statunitense Slipknot, pubblicata il 23 luglio 2012 dalla Roadrunner Records nel Regno Unito e il giorno successivo negli Stati Uniti d'America.
L'album ha debuttato alla posizione 18 della Billboard 200, vendendo oltre 16 000 copie nella prima settimana di uscita. Si tratta inoltre dell'ultima pubblicazione del gruppo con il batterista Joey Jordison, allontanatosi dal gruppo nel 2013.

## Descrizione
Contiene una collezione di 19 brani costituiti dai singoli pubblicati dal gruppo durante la loro carriera, i brani preferiti dai fan e brani dal vivo. La versione doppio CD di Antennas to Hell presenta un disco aggiuntivo che racchiude l'audio del concerto tenuto dagli Slipknot al Download Festival del 2009 precedentemente immortalato nel DVD (sic)nesses - Live at Download. La versione speciale da tre dischi contiene anche un DVD contenente tutti i video musicali del gruppo e il video Broadcasts from Hell, diretto dal percussionista Shawn Crahan.
Pur essendo un Greatest Hits, Crahan ha spiegato che Antennas to Hell rappresenta molto più di un tributo a ciò che gli Slipknot sono stati ai tempi delle pubblicazioni dei vari brani, aggiungendo inoltre che la raccolta si presenta con molta grafica e contenuti DVD.

## Tracce
Testi e musiche di Slipknot.
1. (sic) – 3:19
2. Eyeless – 3:56
3. Wait and Bleed – 2:27
4. Spit It Out – 2:39
5. Surfacing – 3:38
6. People = Shit – 3:35
7. Disasterpiece – 5:08
8. Left Behind – 4:01
9. My Plague (New Abuse Mix) – 3:02
10. The Heretic Anthem (Live) – 4:04
11. Purity (Live) – 4:35
12. Pulse of the Maggots – 4:24
13. Duality – 4:12
14. Before I Forget – 4:24
15. Vermilion – 5:25
16. Sulfur – 4:37
17. Psychosocial – 4:43
18. Dead Memories – 4:27
19. Snuff – 4:40

(sic)nesses: Live at the Download Festival 2009 – CD bonus nell'edizione speciale
1. (sic) – 3:45
2. Eyeless – 4:11
3. Wait and Bleed – 2:46
4. Get This – 4:05
5. Before I Forget – 4:22
6. Sulfur – 4:17
7. The Blister Exists – 5:25
8. Dead Memories – 4:04
9. Left Behind – 3:22
10. Disasterpiece – 5:00
11. Vermilion – 6:16
12. Everything Ends – 4:42
13. Psychosocial – 5:07
14. Duality – 4:46
15. People = Shit – 5:44
16. Surfacing – 4:20
17. Spit It Out – 7:10

Music Videos – DVD bonus nell'edizione deluxe
1. Spit It Out
2. Surfacing
3. Wait and Bleed
4. Wait and Bleed (Animated)
5. Scissors
6. Left Behind
7. My Plague
8. People = Shit (Live)
9. The Heretic Anthem (Live)
10. Duality
11. Vermilion
12. Vermillion Pt. 2
13. Before I Forget
14. The Nameless
15. The Blister Exists
16. Psychosocial
17. Dead Memories
18. Sulfur
19. Snuff
20. Psychosocial (Live)

## Formazione
- (#0) Sid – giradischi, tastiera
- (#1) Joey – batteria
- (#2) Paul – basso, cori
- (#3) Chris – percussioni, cori
- (#4) James – chitarra
- (#5) 133 – tastiera, campionatore
- (#6) Clown – percussioni, cori
- (#7) Mick – chitarra
- (#8) Corey – voce

## Classifiche
| Classifica (2012)          | Posizione massima |
| -------------------------- | ----------------- |
| Australia                  | 16                |
| Austria                    | 10                |
| Belgio (Fiandre)           | 32                |
| Belgio (Vallonia)          | 43                |
| Canada                     | 22                |
| Finlandia                  | 13                |
| Francia                    | 86                |
| Germania                   | 10                |
| Italia                     | 27                |
| Paesi Bassi                | 79                |
| Nuova Zelanda              | 22                |
| Regno Unito                | 22                |
| Regno Unito (rock & metal) | 2                 |
| Spagna                     | 63                |
| Stati Uniti                | 18                |
| Stati Uniti (hard rock)    | 2                 |
| Stati Uniti (rock)         | 4                 |
| Stati Uniti (tastemaker)   | 12                |
| Svezia                     | 13                |
| Svizzera                   | 23                |